# Chris Gloster
Christopher Gloster (Montclair, 28 juli 2000) is een Amerikaans voetballer die als verdediger speelt.

## Carrière
Chris Gloster speelde in de jeugd van Montclair United SC, New Egypt Bohemians, FC Jersey Galacticos en New York Red Bulls. Bij laatstgenoemde club speelde hij in 2016 één wedstrijd met het tweede elftal in de USL Championship. In 2018 vertrok hij naar het Duitse Hannover 96, waar hij een seizoen in het tweede elftal speelde. In het seizoen 2019/20 zat hij in de eerste wedstrijd van het seizoen op de bank hij het eerste elftal van het naar de 2. Bundesliga gedegradeerde Hannover 96, maar kwam niet in actie. Enkele dagen later werd hij voor een bedrag van driehonderdduizend euro aan PSV verkocht. Hij debuteerde in het betaald voetbal voor Jong PSV op 13 september 2019 in de met 3-2 gewonnen thuiswedstrijd tegen Jong AZ. Gloster kwam in de 63e minuut in het veld voor Toni Lato. In maart 2021 ging hij naar New York City FC dat uitkomt in de Major League Soccer. In juni 2021 werd hij voor twee wedstrijden aan Sacramento Republic FC verhuurd. Op 1 mei 2022 scoorde hij tegen San Jose Earthquakes zijn enige goal voor New York City in de MLS. In februari 2023 werd zijn contract ontbonden, waarna hij een half jaar voor het tweede elftal van Atlanta United speelde. In 2024 maakte hij de overstap naar New Mexico United.

## Clubstatistieken
| Seizoen                  | Club                     | Land             | Competitie       | Competitie | Competitie | Beker | Beker | Overig | Overig | Totaal | Totaal |
| Seizoen                  | Club                     | Land             | Competitie       | Wed.       | Dlp.       | Wed.  | Dlp.  | Wed.   | Dlp.   | Wed.   | Dlp.   |
| ------------------------ | ------------------------ | ---------------- | ---------------- | ---------- | ---------- | ----- | ----- | ------ | ------ | ------ | ------ |
| 2016                     | New York Red Bulls II    | VS               | USLC             | 1          | 0          | –     | –     | –      | –      | 1      | 0      |
| 2018/19                  | Hannover 96 II           | Duitsland        | Regionalliga No. | 16         | 0          | –     | –     | –      | –      | 16     | 0      |
| 2019/20                  | Hannover 96              | Duitsland        | 2. Bundesliga    | 0          | 0          | 0     | 0     | –      | –      | 0      | 0      |
| 2019/20                  | Jong PSV                 | Nederland        | Eerste divisie   | 16         | 0          | –     | –     | –      | –      | 16     | 0      |
| 2020/21                  | Jong PSV                 | Nederland        | Eerste divisie   | 6          | 0          | –     | –     | –      | –      | 6      | 0      |
| 2021                     | New York City FC         | Verenigde Staten | MLS              | 2          | 0          | –     | –     | –      | –      | 2      | 0      |
| 2021                     | → Sacramento Republic FC | Verenigde Staten | USLC             | 2          | 0          | –     | –     | –      | –      | 2      | 0      |
| 2021                     | New York City FC         | Verenigde Staten | MLS              | 2          | 0          | –     | –     | 1      | 0      | 3      | 0      |
| 2022                     | New York City FC         | Verenigde Staten | MLS              | 11         | 1          | 2     | 0     | 2      | 0      | 15     | 1      |
| 2022                     | New York City FC II      | Verenigde Staten | MLS Next Pro     | 5          | 1          | –     | –     | –      | –      | 5      | 1      |
| 2023                     | Atlanta United 2         | Verenigde Staten | MLS Next Pro     | 7          | 0          | –     | –     | –      | –      | 7      | 0      |
| 2024                     | New Mexico United        | Verenigde Staten | USLC             | 6          | 0          | 1     | 0     | –      | –      | 7      | 0      |
| Carrièretotaal           | Carrièretotaal           | Carrièretotaal   | Carrièretotaal   | 74         | 2          | 3     | 0     | 3      | 0      | 80     | 2      |
| Bijgewerkt op 6 mei 2024 |                          |                  |                  |            |            |       |       |        |        |        |        |